# Detektivgeschichte
Die Detektivgeschichte ist als literarisches Genre eine im 19. Jahrhundert entstandene Untergattung des Kriminalromans, bei der die Rekonstruktion und die Aufklärung eines Verbrechens durch den Detektiv im Mittelpunkt steht. Wie kaum ein anderer Typus der Kurzgeschichte ist die Detektivgeschichte durch exakt beschreibbare Elemente und Gattungskonventionen bestimmt und hat so im Bewusstsein der Leser ein scharfes Profil gewonnen, das deren Erwartungshaltung im Hinblick auf ein vorhersehbares Schema (frame) prägt.
In der klassischen Detektivgeschichte wird die Aufklärung eines fiktiven, zu Beginn meist unerklärlichen und für den Leser bis zuletzt geheimnisumwitterten Tatbestands geschildert, der die Ermittlungsarbeit eines hochbegabten, oftmals exzentrischen Detektivs auslöst.

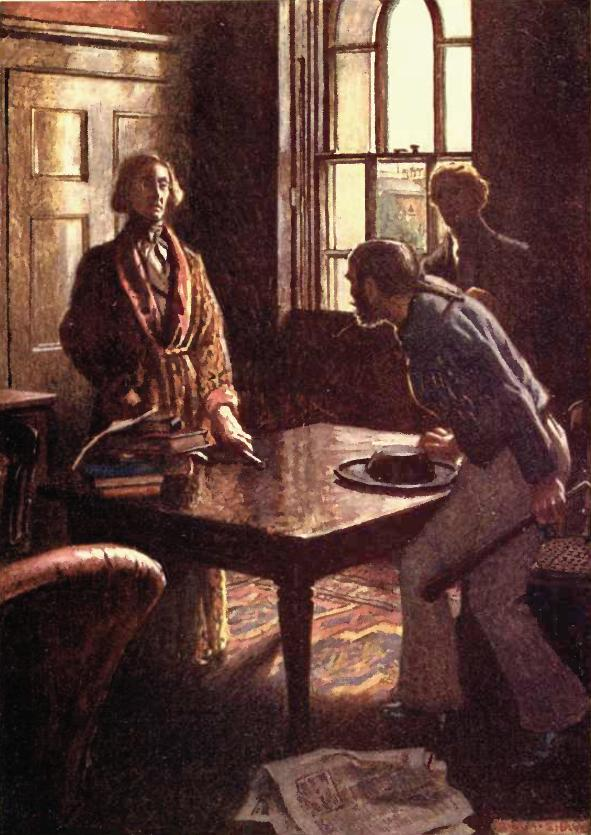
Illustration zu Poes Der Doppelmord in der Rue Morgue von Byam Shaw, 1909

Als frühe Prototypen, die die Entstehung der Detektivgeschichte als spezifischer literarischer Form maßgeblich beeinflusst haben, gelten dabei vor allem Edgar Allan Poes Kurzgeschichten Der Doppelmord in der Rue Morgue (1841) und Der entwendete Brief (1844).

## Charakteristische Elemente der klassischen Detektivgeschichte
Der Detektiv bedient sich bei der Aufklärung des Falles der Indizien, Psychologie, Kombinatorik, Intuition und logischer Schlussfolgerung und steht als „Löser“ von erstaunlicher Intuition, messerscharfer Logik, untrüglicher Schlauheit und Gewandtheit im Mittelpunkt des Interesses.
Weitere charakteristische Elemente der klassischen Detektivgeschichte des 19. und frühen 20. Jahrhunderts sind neben falschen Spuren (red herrings) oder mehrdeutigen und versteckten Indizien auch unschuldige Verdächtige, eine mit der Auflösung des mysteriösen Verbrechens überforderte Polizei sowie ein Assistent des Detektivs, der als dessen Freund oder Vertrauter die Aufklärung des Falles schildert, ohne den Tathergang und den Ermittlungsprozess selbst in allen Einzelheiten zu durchschauen. Dieser auf dem Hintergrund der Sherlock-Holmes-Geschichten von Arthur Conan Doyle zumeist als „Watson-Figur“ bezeichnete Assistent agiert dabei als vermittelnde Instanz zwischen dem überaus scharfsinnigen, wohlinformierten Detektiv und dem im Dunkeln tappenden Leser.
Die Detektivgeschichte bietet dadurch ein hohes Identifikationsangebot für den Zuschauer oder Leser. Dieser projiziert während des Lesens oder des Kinobesuchs seine Wünsche bezüglich der Wiederherstellung der normalen Ordnung und Sicherheit auf den Detektiv, da diese Ordnung zu Beginn des Krimis durch das Verbrechen ins Wanken geraten ist. Wenn der Fall gelöst ist, wiegt sich der Leser oder Zuschauer in Sicherheit und ist beruhigt; so kann er die Auflösung des Falls sogar als Bestätigung seiner eigenen Person erfahren, da er am Ende die Lösungsschritte aus Sicht des Detektivs im Einzelnen nachvollziehen kann, auch wenn er sie zuvor in dieser Form nicht vorwegnehmen konnte.
Darüber hinaus fungiert der Detektiv als Repräsentant der jeweiligen gesellschaftlichen Wertevorstellung. Durch das methodische Vorgehen und die durch und durch geplanten Handlungen wähnt sich der Rezipient in der Annahme, mit Wissenschaft, Logik und Technik lasse sich die Natur und der Mensch bändigen. Das bekannteste Beispiel ist die bereits erwähnte Figur des Sherlock Holmes in den Geschichten Sir Arthur Conan Doyles.

## Spannung und Überraschung als grundlegende Funktionsmechanismen der Gattung
Ihren besonderen Reiz bezieht die klassische Detektivgeschichte insbesondere aus ihrem ganz spezifischen Rätselcharakter; dabei gehören neben der Spannung (suspense) vor allem das Moment der Überraschung (surprise) zu den grundlegenden Funktionsmechanismen dieser Gattung. In dem Ratespiel, das dem Leser präsentiert wird, wird die vollständige Lösbarkeit durch eine eigene Analyse in der Regel nur suggeriert: Die clues oder Fakten und Informationen, die am Ende zum entscheidenden Bestandteil der Auflösung des Falles werden, werden zunächst falsch kontextualisiert und dem Leser so dargeboten, dass dieser nichts mit ihnen anfangen kann. Ihre tatsächliche Relevanz wird erst mit der überraschenden Lösung am Ende der Geschichte nachträglich erkennbar; in der eigentlichen Klärungsphase am Schluss, die oftmals in verschiedene Teillösungen aufgegliedert werden kann, wird dabei vor allem ein rückwärtsgewandtes, analytisches Spannungsmoment erzeugt. In diesem neuen, überraschenden Sinnzusammenhang der schließlichen Auflösung spielen wiederum möglichst alle in der Exposition eingeführten Elemente (Personen, Motive oder Handlungen) eine genau bestimmte Rolle.

## Charakteristika des Handlungsaufbaus, der Figuren und Schauplätze
Aus den gattungsspezifischen Prinzipien von suspense und surprise ergeben sich besondere strukturelle Notwendigkeiten für den gesamten Handlungsverlauf der Detektivgeschichte, der wesentlich schematischer als in anderen Kurzgeschichten ist: Auf die einleitende Schilderung des Verbrechens folgt die Suche nach einer Antwort auf die Fragen nach dem Täter (wer?), dem Tathergang (wie?) und dem Motiv (warum?); die Geschichte endet mit der vollständigen Aufklärung des Falles und der Überführung des Schuldigen. Die Handlung (plot) der klassischen Detektivgeschichte wirkt in vielen Fällen eher unwahrscheinlich oder wirklichkeitsfern und hat nur selten mit realen Kriminalfällen etwas gemein, da jedes Element der Handlung Baustein eines Ganzen in der Auflösung des Falles sein muss.
Die charakteristische Rätselstruktur der Gattung wirkt sich auch auf die Ausgestaltung der ermittelnden Figuren aus. Die zentrale Figur des Detektivs muss als „analytisches Medium“ über herausragende Fähigkeiten verfügen. Um die Lösung des Falles nicht vorzeitig preiszugeben, muss der Detektiv als Erzählfigur Distanz zum Leser wahren; dementsprechend ist es naheliegend, als ermittelnde Figur einen exzentrischen Einzelgänger zu wählen, der mehr oder weniger außerhalb der Gesellschaft steht. Als Ich-Erzähler findet sich demgegenüber vor allem in der frühen Detektivgeschichte vor der zunehmenden Nutzung anderer Konstruktionen die „Watson-Figur“, die als miterlebender und bewundernder Freund des Detektivs den Verlauf der Ermittlung schildert. Die nur eingeschränkte Sicht dieses Erzählers auf die Ereignisse und deren Bedeutung entspricht der dem Leser zugewiesenen Position in dem Rätselspiel. Auch die Angehörigen der Polizei sind als schematische Funktionsfiguren angelegt; durch das beharrliche Tappen der Polizei im Dunkeln erfährt der Status des Detektivs als Einzelkämpfer eine Aufwertung; zugleich kann der Autor mit Hilfe dieser Figuren dem Leser falsche Schlussfolgerungen suggerieren.
Auch die Gruppe der nicht ermittelnden Person ist funktional bestimmt; der Kreis dieser Personen muss begrenzt und überschaubar sein, dem Leser frühzeitig bekanntgemacht werden und konstant bleiben, um die oben dargestellte Entsprechung von Exposition und Lösung formal zu ermöglichen. Da der Leser vor der Auflösung keinen Einblick in das Bewusstsein des Täters und der übrigen Tatverdächtigen erhalten darf, können die Eigenschaften dieser Figuren nur von außen gezeigt, nicht jedoch psychologisch ausgeleuchtet werden. Die tendenziell eher flache Charakterzeichnung dieser Figurengruppe in den klassischen Detektivgeschichten ist daher ebenso eine Folge der Funktionsmechanismen der Gattung.
Aus der Notwendigkeit, das Figurenensemble überschaubar zu machen, ergeben sich des Weiteren strukturelle Notwendigkeiten im Hinblick auf die Wahl des Schauplatzes sowie des Milieus. Ein beschränkter Handlungsraum und ein klar umrissenes sowie sozial abgegrenztes Milieu erweisen sich dabei als zweckdienlich; auch die beliebte Eingrenzung des Tatortes auf die Form eines geschlossenen, fest versperrten Zimmers (locked room) ist auf diesem Hintergrund verständlich.

## Entstehungsgeschichte des Genres

### Prototypisches Modell der Gattung: Die Detektivgeschichten von Edgar Allan Poe

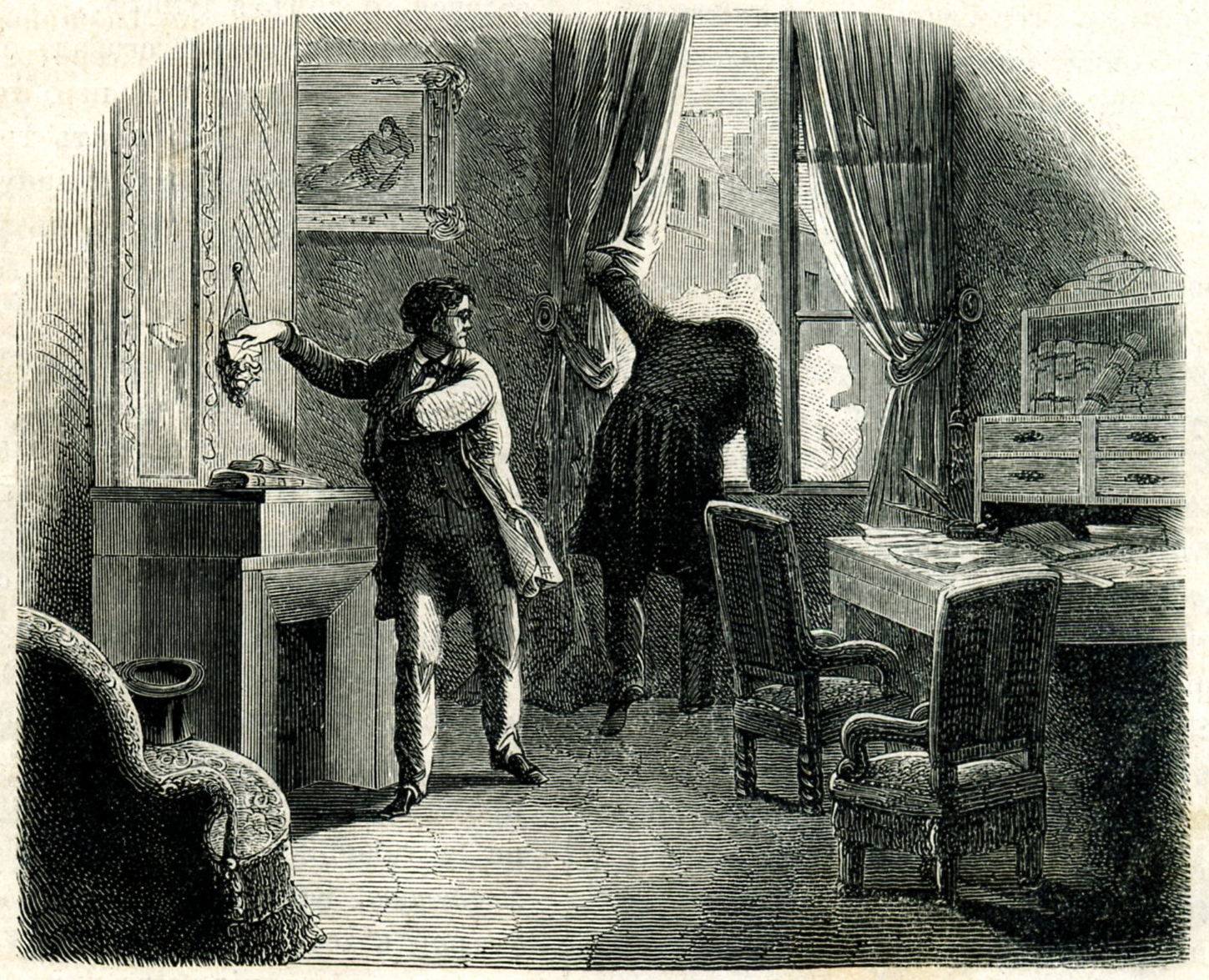
Illustration zu E. A. Poes The Purloined Letter, um 1864

Aus Sicht der literaturgeschichtlichen Forschung und Kritik werden allgemein die drei von Edgar Allan Poe verfassten Kurzgeschichten  The Murders in the Rue Morgue (1841), The Mystery of Marie Rogêt und The Purloined Letter (1844) als erste prototypische Ausprägungen der Detektivgeschichte gesehen, denen eine besondere modellgebende Funktion bei der Entstehung des Genres zukam.
In diesen Erzählungen Poes sind bereits fast alle konstitutiven Bau- oder Systemteile der Gattung vorhanden, beispielsweise ein geheimnisvolles, scheinbar unaufklärbares Verbrechen; eine hilflose Polizei; ein exzentrischer, hochbegabter (Privat-)Detektiv; dessen Freund und Gehilfe als bewundernder Erzähler; der verschlossene Raum; die typische Rätselstruktur mit dem Ausbreiten aller Indizien und dem spektakulären analytischen Dénouement.
Allerdings ist die Gesamtstruktur dieser Erzählungen Poes in mehreren Aspekten noch deutlich von der späteren klassischen Detektivgeschichte zu unterscheiden. So erweist sich beispielsweise der vermeintliche Mord in The Murders in the Rue Morgue als Unglücksfall und nicht als planvolle Tat mit einem Motiv; ebenso gibt es nur einen einzigen Verdächtigen, der die Tat aber wahrscheinlich nicht begangen hat. In The Purloined Letter ist der Täter von Anfang an bekannt; es geht ausschließlich darum, das Versteck des gestohlenen Briefes zu entdecken, um diesen wieder in die Hände seiner Verfasserin zurückzugeben. Zwar enthalten Poes Geschichten die drei gattungstypischen Bestandteile der Schilderung des Falls, der Ermittlung und der Auflösung, gewinnen ihre Spannung in dem relativ langen Auflösungsteil aber weniger aus dem Mitraten als aus dem Nachvollzug der genialen Gedankengänge des Detektivs. Im Mittelpunkt steht damit bei Poe weniger das Denkergebnis als das Denkverfahren; dementsprechend beginnt in The Murders in the Rue Morgue die ursprüngliche Fassung in der Einleitung nicht mit der Darstellung des Falles, sondern mit einer sieben Seiten langen theoretischen Abhandlung über die analytische Begabung an sich, wie sie in späteren Detektivgeschichten kaum mehr möglich gewesen wäre.

### Schematisierung und Ausbau zum Erfolgsmodell der Gattung: Die Sherlock-Holmes-Geschichten von Arthur Conan Doyle

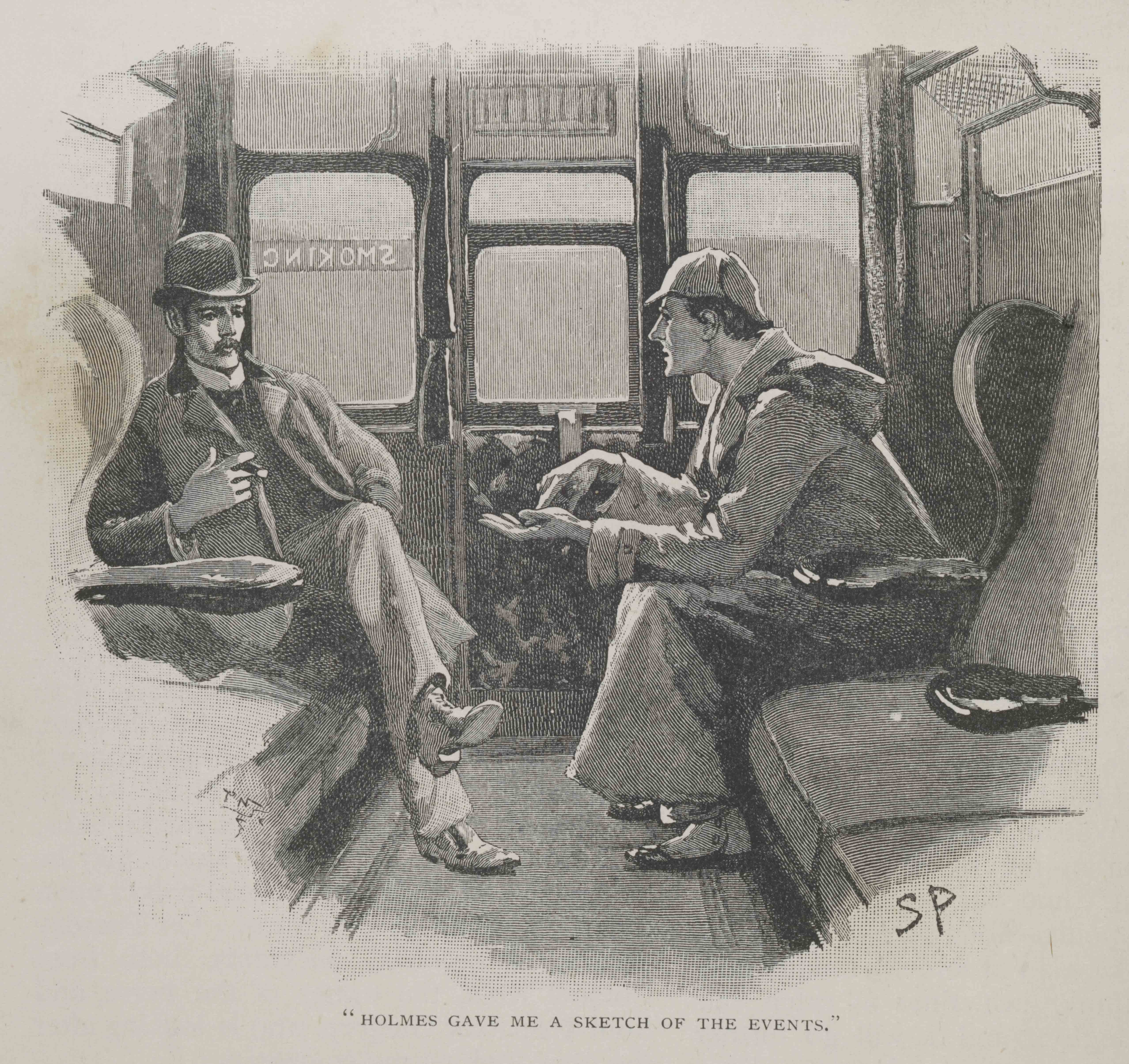
Sherlock Holmes und Watson, Illustration von Sidney Paget, 1892

In der Weiterentwicklung des Poeschen Prototyps gelang es Arthur Conan Doyle, der sich offen dazu bekannte, stark von Poe beeinflusst worden zu sein, die Detektivgeschichte in eine echte Spannungs- und Überraschungsgeschichte zu verwandeln und damit das Genre zu einem literarischen Erfolgsmodell zu machen. Dabei erreicht Doyle sowohl durch einen Ausbau als auch durch eine Vereinfachung des Poeschen Musters eine Effektivierung der von Poe geprägten Strukturen.
Anders als bei Poe, in dessen Geschichten die Lösung des Falls primär ein geistiger Prozess ist, setzt Doyle die Auflösung konsequent in sichtbare Ergebnisse um. So wird in Doyles zahlreichen Sherlock-Holmes-Geschichten, die zwischen 1887 und 1927 erschienen, die Handlung wesentlich spannender gestaltet; es gibt häufigere Schauplatzwechsel und mehr Zeitdruck als bei Poe. In Doyles Einleitungen wird in der Regel die Bestürzung über das Verbrechen breit ausgestaltet; im Mittelteil wird die rückwärtsgerichtete Auflösungsspannung des rätselhaften Verbrechens mit einer nach vorne gerichteten Konflikt- und Bedrohungsspannung verwoben. Auch im Schlussteil geht es Doyle vor allem um die „Darbietung einer spannenden Gegenwartshandlung, die Vorrang vor der systematischen Beantwortung der Rätselfragen“ hat.
Doyle verzichtet ebenso auf eine übermäßig komplexe Rätselkonstruktion und theoretische Fundierung der Lösungsstrategien; an die Stelle einer eher spröde wirkenden, traktathaften Darstellung tritt überwiegend ein szenischer Erzählmodus mit Hilfe von Dialogen. Die von Poe übernommene gattungstypische Figurenwelt wird in den Sherlock-Holmes-Geschichten ebenfalls ausgebaut und zugleich vereinfacht.
Holmes ist wie Dupin ein Außenseiter, der sowohl eine wissenschaftlich-rationale als auch eine künstlerisch-irrationale Seite hat. So wechseln Zeiten seiner detektivischen Betätigung mit Phasen ab, in denen er Geige spielt und Drogen konsumiert. Anders als Dupin hat Holmes sein Hobby zum Beruf gemacht und steht wohlhabenden Klienten für ein Beratungshonorar zur Verfügung, nur mittellose Opfer können seine Dienste unentgeltlich in Anspruch nehmen. Dupin entsprach demgegenüber als verarmter französischer Adliger vor allem dem Wunschbild der damaligen amerikanischen Leser nach französischem Aufklärungsgeist; seine detektivische Tätigkeit betreibt er als reiner Amateur, dem es nicht zuletzt um eine Perfektionierung der menschlichen Geisteskräfte geht.
Im Vergleich zu seiner Poeschen Entsprechung ist Doyles Detektiv mit seiner hageren Gestalt, seinem markanten Profil sowie seiner Pfeife und seinem Cape eine wesentlich plastischere oder konkreter vorstellbare Figur; auch sein Begleiter Watson wird weiter ausgestaltet und bietet sich mit seiner Biederkeit oder Verlässlichkeit eher als Identifikationsfigur für die (zeitgenössischen) Leser an als der namen- und konturlose Vertraute Dupins. Mit der Konkretisierung der Figuren geht bei Doyles aber auch eine Vereinfachung oder Trivialisierung einher; Holmes löst seine Fälle nur noch durch genaues Beobachten oder Messen, nicht jedoch durch einfühlsames Sich-Hineinversetzen in seinen Gegenspieler. Bezeichnenderweise beschränkt sich sein Wissen auf die angewandten (Natur-)Wissenschaften; er versteht nichts von Philosophie oder Literatur und ist noch weniger ein Dichter oder Künstler – dies ändert sich auch nicht durch sein gelegentliches Geigenspiel oder seinen Drogenkonsum.
Doyle verwendet in seinen Sherlock-Holmes-Geschichten nicht nur die Charakteristika von Holmes und Watson in immer wiederkehrender Form, sondern ebenso bestimmte Handlungsmuster, nicht-ermittelnde Figuren oder Schauplätze. Damit gestaltet er die Detektivgeschichte zu einem festen Schema aus, das zwar aus den stets gleichen Bauteilen zusammengesetzt ist, durch die Variation und immer wieder andersartige Zusammensetzung der Teile jedoch niemals gleich und damit langweilig wird. Der Variationsgrad wird dabei von Doyle auf den verschiedenen Ebenen der Figurendarstellung, Schauplätze, Handlungselemente oder -verläufe in jeweils unterschiedlichem Maße angepasst; finden sich auf der einen Ebene nur geringfügige Veränderungen, so wird mindestens eine andere Ebene entsprechend stärker variiert.
Der hohe Grad der Schematisierung zeigt sich in den Sherlock-Holmes-Geschichten nicht nur in dem begrenzten Repertoire schablonenhaft angelegter Figuren, sondern ebenso bei den Handlungselementen und Schauplätzen; variiert werden in stärkerem Maße eher die Tatwaffen, clues oder red herrings. Erst in späten Geschichten, in denen auch die bevorzugte Erzählperspektive aus der Sicht Watsons verändert wird, weicht Doyle mitunter von dem vorgefertigten schematischen Rahmen in einer Weise ab, die die genrespezifischen Grenzen aufzubrechen scheint.

### Variation des Gattungsschemas: Die Father-Brown-Geschichten von G. K. Chesterton
Der von Doyle angelegte Variationscharakter der Sherlock-Holmes-Geschichten sorgte dafür, dass während des „Goldenen Zeitalters“ der Detektivgeschichte in Jahren zwischen 1890 und 1920 in seiner Nachfolge zunächst wenig Neues entstand. Bereits eine Veränderung des Milieus oder eine schärfere Zeichnung der außergewöhnlichen Eigenschaften der Figur Holmes reichten aus, um in den vielen zunehmend populären Geschichten, die in den literarischen Zeitschriften veröffentlicht wurden, das Erfolgsschema der Gattung zu perpetuieren.
Erst Gilbert Keith Chesterton, der sich zuvor als Literat in seinen Romanen, Kurzgeschichten und Essays auch außerhalb der Detektivgeschichte einen Namen gemacht hatte, gelang es ab 1911 mit seinen fünfzig Father-Brown-Geschichten neue Akzente in der Weiterentwicklung des Genres zu setzen, ohne dabei jedoch den von Doyle gesetzten Rahmen grundlegend zu verlassen.
In erster Linie unterscheiden sich Chestertons Geschichten durch ihren Detektiv, den katholischen Priester Father Brown. Dieser ist im Hinblick auf sein Erscheinungsbild, seine Ermittlungsmethoden und seine weltanschaulichen Grundsätze in nahezu jeglicher Form als unmittelbares Gegenbild zu Sherlock Holmes konzipiert.
Während Holmes als eine große, hagere Gestalt mit einem markanten Profil auftritt, wird Father Brown als klein und dicklich beschrieben; sein Gesicht bleibt ausdruckslos. Im Gegensatz zu Holmes, der seine Fälle als rationaler Analytiker in der Regel durch eine genaue Rekonstruktion des Tathergangs löst, setzt Father Brown auf dem Hintergrund seiner Erfahrungen als Beichtvater bei den Ermittlungen auf seine Menschenkenntnis und die Fähigkeit, sich selber auch in die Gedanken- und Gefühlswelt des Kriminellen hineinversetzen zu können. Dabei kehrt Chesterton interessanterweise im Kern wieder zu einem Ermittlungsprinzip zurück, das in ähnlicher Form schon von Dupin in den Poeschen Detektivgeschichten eingesetzt wurde.
Die Andersartigkeit der Father-Brown-Geschichten zeigt sich ferner in ihrem gehobenen Stil, der durch eine häufige Verwendung von Paradoxa und pointierten Formulierungen gekennzeichnet ist. Ebenso finden sich neue, anspruchsvollere Themen, beispielsweise die Frage der Religiosität, theologische Streitfragen oder ethische Probleme. Das Verbrechen wird vor allem unter dem Gesichtspunkt der Sünde und nicht vorrangig als Skandal oder Konventionsverletzung betrachtet; gelegentlich wird sogar die Problematik der Ungleichheit der gesellschaftlichen Klassen und der Verteilung des Vermögens thematisiert.
Im Unterschied zu Poe und Doyle wählt Chesterton in seinen Detektivgeschichten des Weiteren eine auktoriale Erzählperspektive, die es ihm erlaubt, den Blickwinkel über längere Zeit auch auf andere Figuren als den Detektiv zu richten; damit nimmt er zugleich eine spätere Tendenz der Gattung vorweg.

### Komplizierung der Rätselstruktur: Die Detektivgeschichten von Agatha Christie
Eine tiefer greifende Umgestaltung als durch die Veränderungen Chestertons erfährt das Schema der klassischen Detektivgeschichte durch die Erzählungen Agatha Christies mit ihren bekannten Hauptfiguren Hercule Poirot und Miss Marple. Dabei liegt die Innovationskraft Christies jedoch weniger in den Modifizierungen dieser beiden Detektivgestalten begründet: Der exzentrische Ordnungsfanatiker Poirot ermittelt mit strenger Logik und steht als Detektivfigur eindeutig in der Tradition von Dupin und Holmes, während Miss Marple als Ermittlerfigur, die ihre Fälle mit Menschenkenntnis löst, die Tradition von Father Brown fortführt.
Christies großes Verdienst im Hinblick auf die Weiterentwicklung der Gattung besteht vielmehr darin, die Spannung und Überraschung als wesentliche Funktionsmechanismen der Detektivgeschichte zu steigern, indem sie das Kernelement der Gattung, die Rätselstruktur, ausweitet und erheblich kompliziert.
Diese Komplizierung der Rätselstruktur in ihren Detektiverzählungen erreicht Agathie Christie vor allem durch die Aufgabe der zuvor geltenden Limitierungsregeln und eine deutliche Vergrößerung der Anzahl der Verdächtigten sowie der Verdächtigungen. Mit dem Verbrechen wird bei Christie zugleich ein weitaus größeres Figurenensemble als zuvor eingeführt, um so die Zahl der Verdächtigten zu erhöhen.
Gleichzeitig werden den verschiedenen Figuren weitere Sekundärgeheimnisse zugeschrieben, beispielsweise verbotene Liebesbeziehungen oder Betrügereien. Solche oder andere Delikte werden ebenso verheimlicht und vertuscht wie die Motive und Hintergründe des eigentlichen Verbrechens, nun fast ausnahmslos ein Mord. Durch diese neuartige Erzählstrategie gelingt es Agatha Christie, die Zahl der plausiblen Verdächtigungen auszubauen und so die Auflösung der Fälle spannender zu gestalten.
Das Rätselspiel wird von Agatha Christie in den meisten ihrer Erzählungen in den gesellschaftlichen Kreisen der gentry angesiedelt. Dabei geht es allerdings weniger um die Darstellung einer „heilen Welt“, wie von vielen frühen Kritikern der Detektivliteratur angenommen wurde. Die Gesellschaftsschicht der gentry liefert Suerbaum zufolge in erster Linie einen idealen Hintergrund für Christies Ausweitung und Komplizierung der Rätselstruktur. Die sozialen Kontakte zwischen den Angehörigen dieser Schicht bleiben in der Regel formell und oberflächlich; sie verbergen ihr wahres Gesicht oftmals hinter einer Maske und haben mit Identitätsproblemen zu kämpfen, so dass trotz eines gehäuften Auftretens von Schein und Verstellung („pretense, disguise, play-acting, and outward show“) die Plausibilität der Erzählungen in diesem Milieu erhalten bleibt.
Im Hinblick auf die Figurenzeichnung und Schauplätze sowie die Handlungsverläufe und Erzählperspektiven zeigt Agathie Christie eine vergleichsweise große Variation und Experimentierfreudigkeit; teilweise verstößt sie vor allem im Bereich der Handlungsverläufe eklatant gegen die Limitierungsregeln der Gattung, die von Doyle und Chesterton stets beachtet wurden. Da dies ihren Lesern jedoch bekannt ist und von vornherein in den Erwartungshorizont einbezogen wird, ist Agatha Christie in der Lage, die Spannung weiter zu steigern und den ansonsten schwer zu füllenden Mittelteil einer Detektivgeschichte unterhaltsam zu gestalten.
In den Erzählungen Agatha Christies wird durch diese Erweiterungen des Gattungsschemas damit zugleich der Weg gezeigt für die nachfolgende Längung und den Ausbau der Detektivgeschichte zum klassischen Detektivroman (detective novel), der auf der Struktur der Short Story aufbaut.